# Ischiocentra nobilitata
Ischiocentra nobilitata är en skalbaggsart som beskrevs av Thomson 1868. Ischiocentra nobilitata ingår i släktet Ischiocentra och familjen långhorningar. Inga underarter finns listade i Catalogue of Life.